# Abdelkarim Mammar Chaouche
Abdelkarim Mammar Chaouche, född 21 oktober 1996, är en svensk fotbollsspelare som spelar för algeriska MC Oran.

## Karriär
Mammar Chaouche spelade som junior för Vasalunds IF. Han spelade tre matcher och gjorde två mål för Råsunda IS i Division 6 2016. Säsongen 2017 spelade Mammar Chaouche 23 matcher och gjorde två mål för Eskilstuna City i Division 2.
I februari 2018 värvades han av Sollentuna FK. Mammar Chaouche spelade 29 matcher för klubben i Division 1 Norra 2018. Säsongen 2019 spelade han 25 ligamatcher och gjorde fyra mål.
I januari 2020 värvades Mammar Chaouche av Norrby IF, där han skrev på ett tvåårskontrakt. I februari 2021 värvades Mammar Chaouche av AFC Eskilstuna, där han skrev på ett tvåårskontrakt med option på ett år till. I november 2022 skrev han på ett treårskontrakt med Degerfors IF.
I juli 2024 värvades Mammar Chaouche av algeriska MC Oran.